# نوی‌اشتات آن در آیش
شهر نوی‌اشتات آن در آیش (به آلمانی: Neustadt an der Aisch) در ایالت بایرن در کشور آلمان واقع شده‌است.